# سول ستيرن
سول ستيرن (بالإنجليزية: Sol Stern) هو صحفي أمريكي، ولد في 1935.